# Soumensac
Soumensac – miejscowość i gmina we Francji, w regionie Nowa Akwitania, w departamencie Lot i Garonna.
Według danych na rok 1990 gminę zamieszkiwało 217 osób, a gęstość zaludnienia wynosiła 19 osób/km² (wśród 2290 gmin Akwitanii Soumensac plasuje się na 960. miejscu pod względem liczby ludności, natomiast pod względem powierzchni na miejscu 974.).